# استیوی واندر
استیوی واندر (به انگلیسی: Stevie Wonder) با نام اصلی استیولَند هاردِوی جودکینز (Stevland Hardaway Judkins) ‏(زادهٔ ۱۳ مه ۱۹۵۰ در سگینا، میشیگان) خواننده، ترانه‌سرا، نوازنده و تهیه‌کنندهٔ موسیقی آمریکایی است.
او از سال ۲۰۰۹ سفیر صلح سازمان ملل در موضوع افراد دارای معلولیت است.

## زندگی
واندر، که در کودکی به کودک خارق‌العاده مشهور شده و در بزرگسالی یکی از پرافتخارترین موسیقی‌دانان پاپ در نیمهٔ دوم قرن بیستم به‌شمار رفته است، ۲۲ جایزهٔ گرمی، یک جایزهٔ یک عمر دستاورد گرمی و یک اسکار بهترین ترانه را دریافت کرده و بیش از ۳۰ ترانه راه یافته به جمع ده ترانه برتر روز داشته‌است.
او در سال ۱۹۸۹ به تالار مشاهیر راک اند رول و قبل از آن در سال ۱۹۸۳ به تالار مشاهیر ترانه‌سرایان راه یافت. واندر همچنین در سال ۱۹۹۹ موفق به دریافت جایزهٔ موسیقی پولار شد که باب دیلن و ری چارلز به‌ترتیب برندگان این جایزه در سال‌های قبل و بعد از او هستند.
استیوی واندر که نابینا زاده شده‌است از ۱۲ سالگی کارهایش با برچسب شرکت «موتاون رکوردز» منتشر شده و این همکاری تا به امروز همچنان ادامه دارد. او تا به‌حال ۱۰ آهنگ به عنوان شماره ۱ پرفروش‌ترین‌های موسیقی پاپ و ۲۰ آهنگ به عنوان شماره ۱ پرفروش‌ترین‌های آراندبی در آمریکا داشته‌است.
او همچنین در سال ۱۹۸۷ در ترانه فقط دوستان خوب از آلبوم بد و در کنسرت تور جهانی بد استرالیا ۲۸ نوامبر ۱۹۸۷ با خواننده مشهور سلطان پاپ مایکل جکسون همخوانی داشته است.
در مجموع بیش از ۱۵۰ میلیون نسخه از آثار استیوی واندر تا به‌امروز به‌فروش رسیده‌است.

## آثار
گزیده‌ای از ترانه‌های استیوی واندر:
- 1963: "Fingertips - Part 2"
- 1969: "Yester-Me, Yester-You, Yesterday"
- 1972: "Superstition"
- 1973: "You Are the Sunshine of My Life"
- 1973: "Living for the City"
- 1977: "I Wish"
- 1982: "Ebony and Ivory"
- 1984: "I Just Called to Say I Love You"
- 1985: "That's What Friends Are For"